# Johann Nepomuk Hummel
Johann Nepomuk Hummel (14. listopadu 1778, Prešpurk – 17. října 1837, Výmar) byl rakouský hudební skladatel, klavírista, dirigent a hudební pedagog. Jeho hudba je příznačná pro přechodné období mezi klasicismem a romantismem.

## Život
Hummel se narodil v Prešpurku, jak se tehdy nazývala dnešní Bratislava. Jeho otec, Johannes Hummel, byl v té době ředitelem Císařské vojenské hudební školy ve Vídni a dirigentem Schikanederova divadelního orchestru v divadle Theater auf der Wieden. Jeho matka, Margarethe Sommer Hummelová, byla vdova po parukáři Josefu Ludwigovi. Byl pojmenován po českém světci Janu Nepomuckém. Hummel byl žákem F. P. Riglera v Bratislavě. Ve věku osmi let se stal žákem Wolfganga Amadea Mozarta. Mozart byl překvapen chlapcovým nadáním a po dva roky mu poskytoval nejen výuku, ale i ubytování. V devíti letech Hummel vystoupil dokonce na jednom z Mozartových koncertů.
Otec jej pak vzal na evropské turné. Po příjezdu do Londýna studoval u Muzia Clementiho a zůstal zde po čtyři roky. V téže době působil v Londýně rovněž Joseph Haydn a pro Johanna zkomponoval klavírní sonátu As-dur. Poté, co ji Hummel uvedl na veřejném koncertě v Hannoverské koncertní síni, mu Haydn údajně poděkoval a věnoval mu guineu.

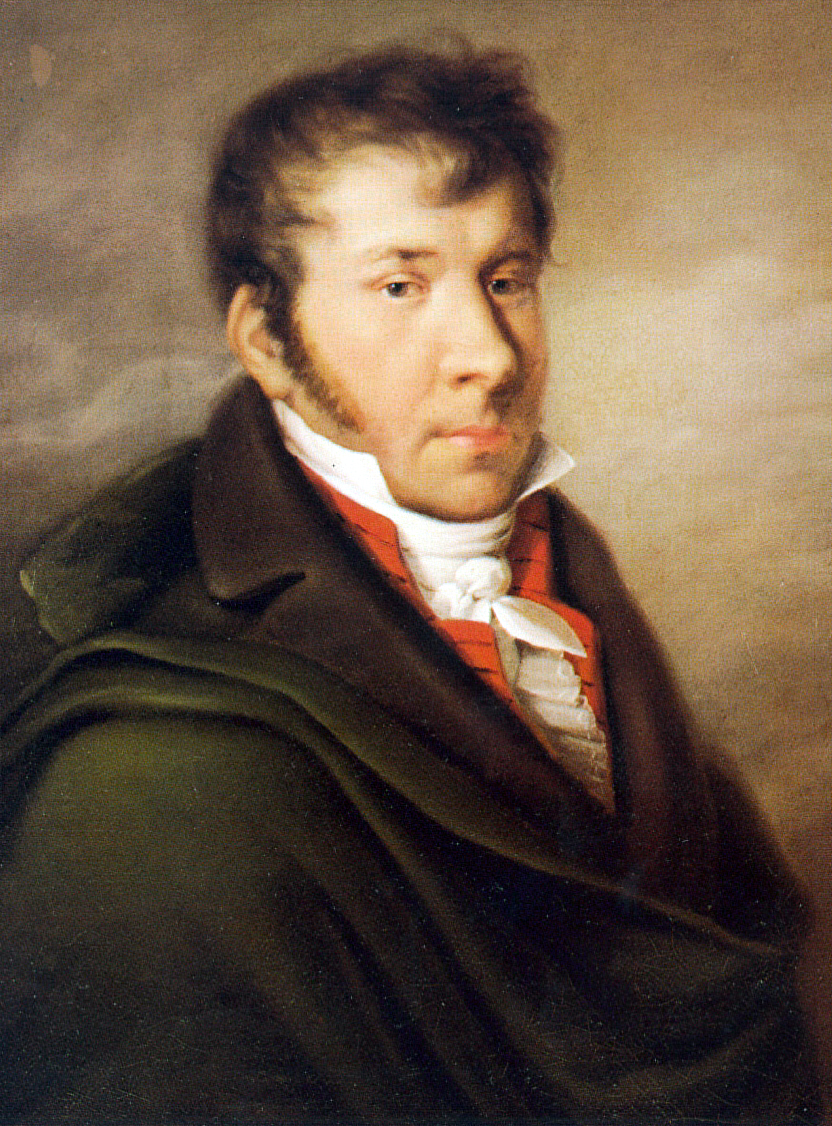
Hummel v roce 1814

Vypuknutí Velké francouzské revoluce a následující jakobínský teror přinutily Hummela zrušit plánované turné po Španělsku a Francii. Místo toho se vrátil do Vídně, pořádal koncerty a dále studoval u Johanna Georga Albrechtsbergera, Josepha Haydna, a Antonia Salieriho.
V té době přišel do Vídně i mladý Ludwig van Beethoven a začal studovat rovněž u Haydna a Albrechtsbergera. Tam se také oba mladí skladatelé seznámili a spřátelili. Beethovenův příjezd téměř zničil Hummelovu sebedůvěru. Byť bylo jejich přátelství poznamenáno vzestupy a pády, vyvinulo se v usmíření a vzájemný respekt. Později Hummel navštěvoval Beethovena ve Vídni i se svou ženou Elisabeth a žákem Ferdinandem Hillerem. Na Beethovenovo přání Hummel improvizoval na vzpomínkovém koncertu na tohoto velkého muže. Při této příležitosti se také spřátelil s Franzem Schubertem, který mu věnoval své tři poslední klavírní sonáty. Jelikož však do doby prvního tištěného vydání sonát oba skladatelé zemřeli, změnili vydavatelé věnování na Roberta Schumanna, který byl v té době ještě aktivní.
V roce 1804 se stal Hummel koncertním mistrem knížete Esterházyho na zámku v Eisenstadtu, kde byl kapelníkem Joseph Haydn. S ohledem na Haydnovo zdraví převzal i většinu povinností kapelníka. Do této funkce byl jmenován až po Haydnově smrti v květnu roku 1809. Sám pak zůstal ve službách hraběte ještě další dva roky, když byl v květnu 1811 propuštěn pro zanedbání svých povinností. Vrátil se do Vídně a strávil dva roky komponováním. V roce 1813 se oženil s operní zpěvačkou Elisabeth Röckelovou. Následující rok pak společně uskutečnili koncertní turné po Rusku a několika dalších evropských zemích. Měli dva syny.
V letech 1816–1819 působil jako koncertní mistr ve Stuttgartu a v roce 1819 se stal hudebním ředitelem ve Výmaru. Ve Výmaru uzavřel vřelé přátelství s Goethem a naučil se oceňovat poesii Friedricha Schillera. Během svého pobytu ve Výmaru zval ke koncertům přední hudebníky té doby, takže se město stalo evropským hlavním městem hudby. V té době také položil základy penzijního zajištění hudebníků systémem benefičních koncertů, jejichž výtěžek šel ve prospěch penzijního fondu. Rovněž byl jedním z prvních skladatelů, který bojoval za zajištění hudebních autorských práv a proti intelektuálnímu pirátství vůbec.
V roce 1832 začal mít zdravotní potíže a již se nemohl plně věnovat svým povinnostem hudebního ředitele. Po Goethově smrti v březnu 1832 také ztrácel kontakt s místními divadelními kruhy. Uchýlil se proto do částečného důchodu a o pět let později zemřel.

## Vliv

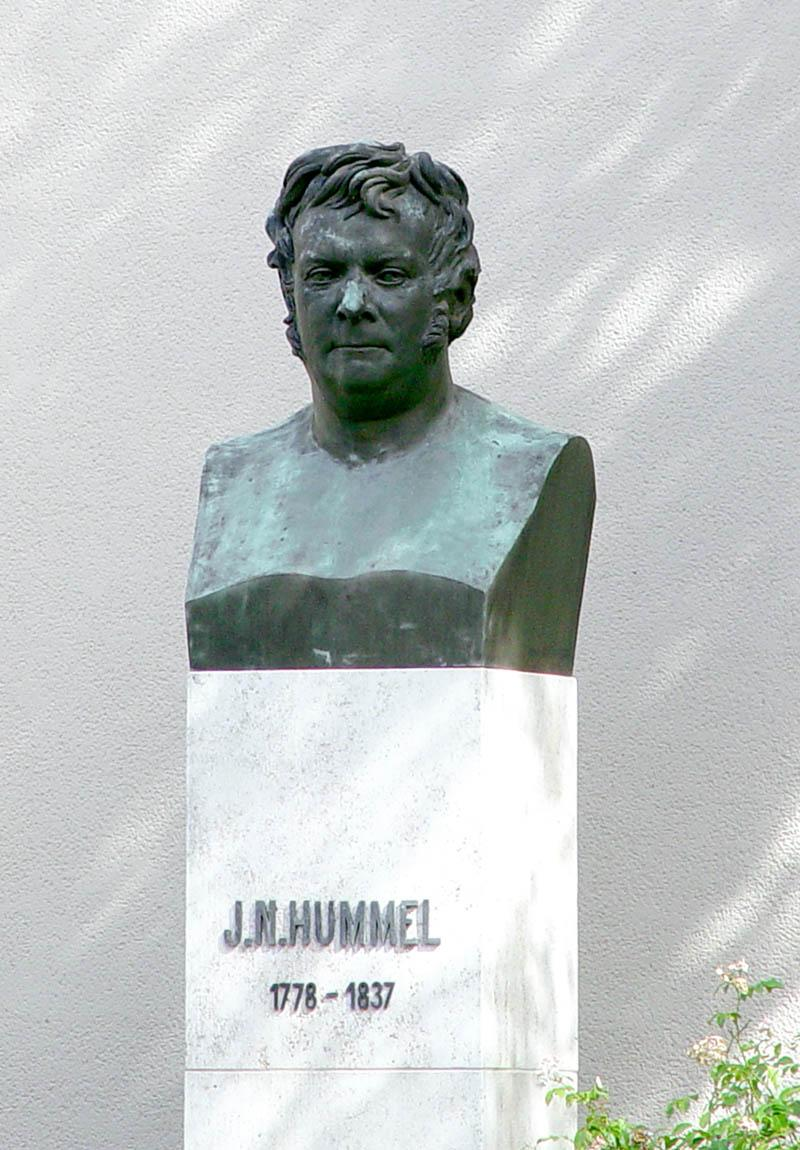
Busta Hummela v blízkosti Deutsches Nationaltheater ve Výmaru

V roce 1828 Hummel publikoval svou školu klavírní hry: Ausführliche theoretisch-practische Anweisung zum Piano-Forte-Spiel. Během několika dnů se jí prodalo tisíce výtisků. Škola přinesla zejména nový způsob prstokladu a hraní ozdob. Na celé 19. století pak ovlivnila výuku hry na klavír a techniku klavírní hry. Z této školy vycházel i další z velkých hudebních pedagogů té doby, Carl Czerny, který byl později učitelem Ference Lista.
Hummelův vliv se projevuje v raných skladbách Fryderyka Chopina a Roberta Schumana. Ohlasy Hummelových klavírních koncertů č. 2 a-moll a č. 3 h-moll lze rozpoznat v obou Chopinových koncertech. To není překvapující, neboť Chopin musel slyšet Hummela na jeho koncertním turné po Polsku a Rusku a kromě toho měl Hummelovy koncerty ve svém aktivním repertoáru.
Robert Schumann měl rovněž Hummelova díla ve svém repertoáru (zejména Sonátu fis moll, op. 81) a je považován za jeho žáka. Dalšími jeho žáky byli např. Friedrich Silcher, Ferdinand Hiller, Sigismond Thalberg a Adolf von Henselt. Několik lekcí dal i Felixi Mendelssohnovi. 

## Dílo

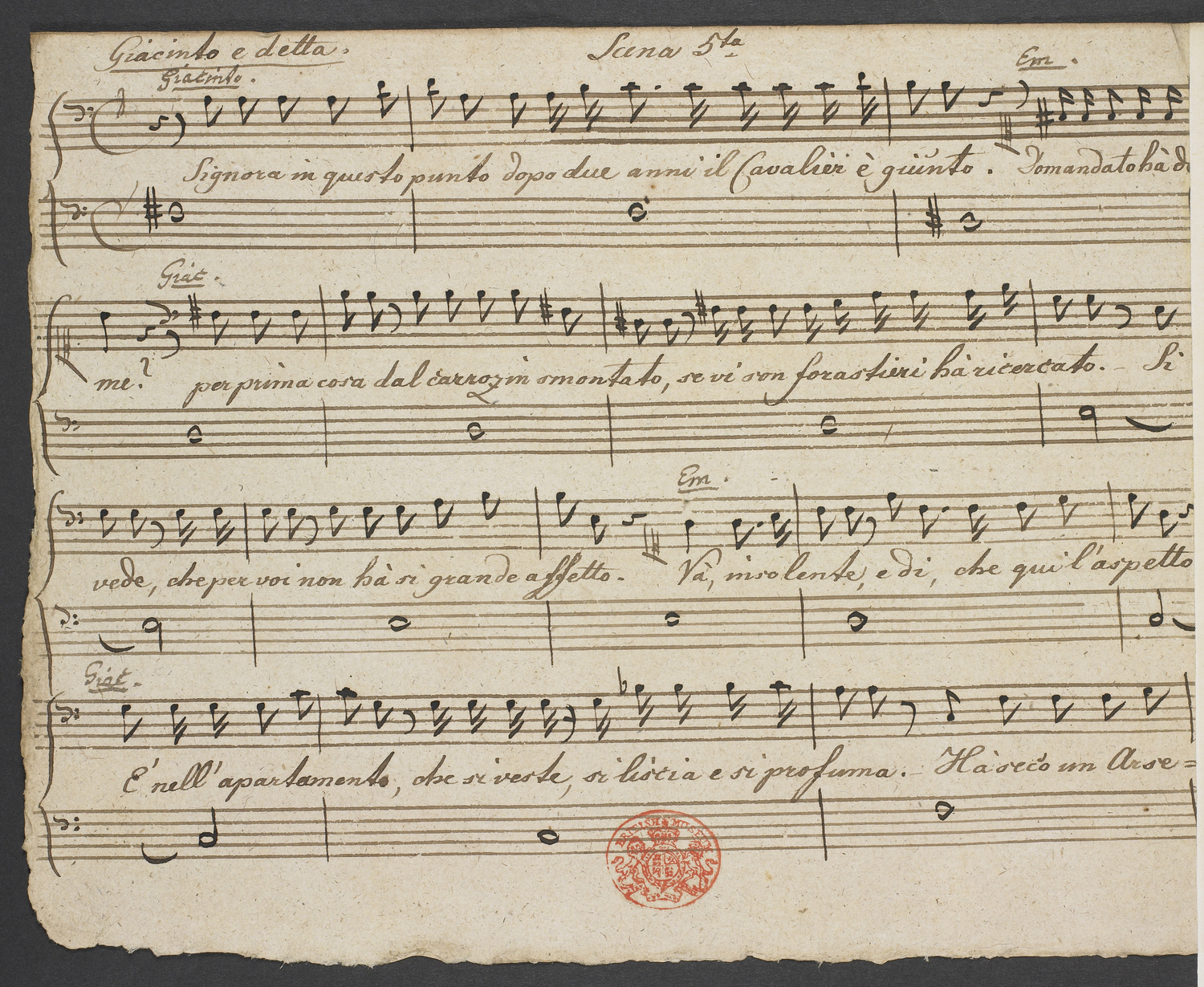
Rukopis J. Hummela

Úplný seznam děl Johanna Nepomuka Hummela se nachází např. ZDE.
Hummelova hudba se vyvíjela zcela jiným směrem než hudba Beethovenova. Díly jako byla Sonata Fis-moll, op. 81 a Fantasie pro klavír, op. 18 směřoval k větší modernosti jak změnou klasické harmonické struktury tak i rozšířením sonátové formy.
Jeho hlavním nástrojem byl klavír, na němž byl jedním z největších virtuózů své doby. Napsal osm klavírních koncertů , deset klavírních sonát (z nichž čtyři jsou uvedeny bez opusových čísel, a jedna nebyla publikována), osm klavírních trií, klavírní kvartet, klavírní kvintet, dechový oktet, violoncellovou sonátu, dva klavírní septety, koncert a sonátu pro mandolínu, koncert pro trubku, koncert pro fagot F-dur, kvartet pro klarinet, housle, violu, a violoncello, skladby pro klavír na čtyři ruce, 22 oper a singspielů, mše a řadu dalších drobnějších prací. Kromě klavíru byla jeho oblíbeným nástrojem také kytara. Nápadný je nedostatek symfonických děl.

## Poslední léta života

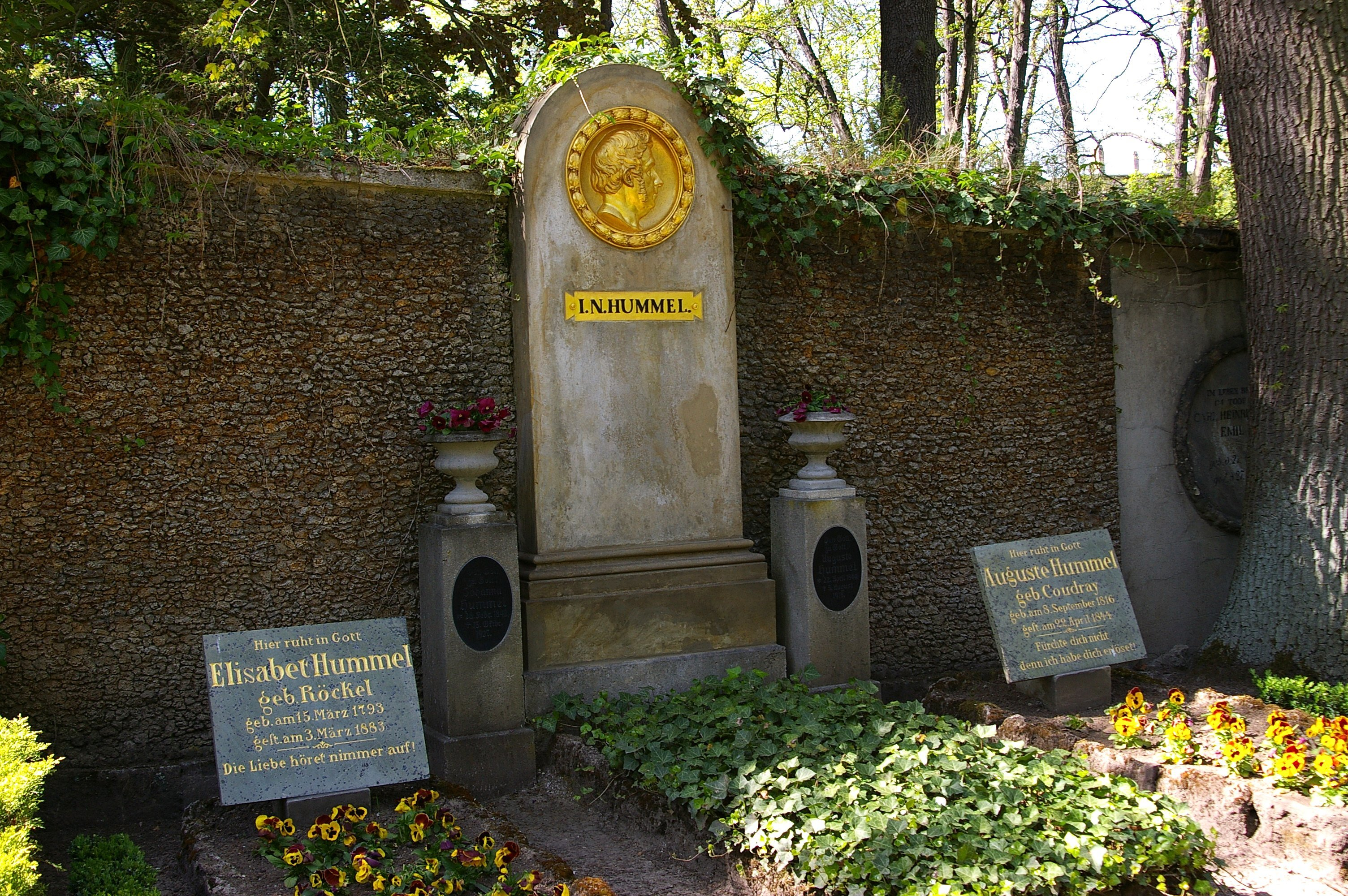
Hummeův hrob na historickém hřbitově ve Výmaru

Na konci svého života Hummel zažil vzestup nové školy mladých skladatelů a virtuózů a zjistil, že jeho vlastní hudba pomalu vychází z módy. Jeho disciplinovaná a čistá technika ve stylu Clementiho a jeho vyvážený klasicismus, se dostal do rozporu s nastupující školou romantické bravurní techniky, jak jí reprezentoval třeba Franz Liszt. Hummel komponoval stále méně, i když byl pořád obdivován a respektován. Zemřel pokojně ve Výmaru v roce 1837. Stejně jako Mozart byl svobodným zednářem a podstatnou část své slavné zahrady věnoval výmarské zednářské lóži. Jeho hrob se nachází na historickém hřbitově ve Výmaru.
Ačkoli Hummel zemřel slavný a zdálo se, že jeho trvalá posmrtná pověst nebude nikdy ohrožena, jeho hudba byla s nástupem romantismu rychle zapomenuta. Snad i proto, že jeho klasické myšlenky byly považovány za staromódní. Oživení zájmu o období klasicismu na počátku 20. století Hummela minulo. Stejně jako Haydn byl i Hummel zastíněn Mozartem. V poslední době však vzhledem k rostoucímu počtu dostupných nahrávek i živých koncertů nastal ve světě i růst zájmu o dílo tohoto skladatele.